# Democrazia Alandese
Democrazia Alandese (in lingua svedese: Åländsk Demokrati) è un partito politico delle Isole Åland di orientamento nazional-conservatore.

## Risultati elettorali

### Parlamento alandese
| Elezione          | Voti | % | Seggi  |
| ----------------- | ---- | - | ------ |
| Parlamentari 2015 | 500  |   | 1 / 30 |
| Parlamentari 2019 | 418  |   | 1 / 30 |